# Vor Frue Sogn (Odense Kommune)
 For alternative betydninger, se Vor Frue Sogn. (Se også artikler, som begynder med Vor Frue Sogn)
Vor Frue Sogn er et sogn i Odense Sankt Knuds Provsti (Fyens Stift).
Vor Frue Sogn lå i Odense Købstad. Den hørte geografisk til Odense Herred i Odense Amt og blev ved kommunalreformen i 1970 kernen i Odense Kommune.
I Vor Frue Sogn ligger Vor Frue Kirke. I Vor Frue Landsogn blev Vor Frelsers Kirke i 1909 indviet som filialkirke til Vor Frue Kirke. I 1916 blev landsognet et selvstændigt sogn med egen præst. I 1936 blev sognet indlemmet i Odense Købstad og fik samtidig navneskift fra Vor Frue Landsogn til Korsløkke sogn.
Fredens Kirke blev indviet i 1920. Fredens Sogn blev i 1987 udskilt fra Vor Frue Sogn.
Vor Frue Sogn bidrog til udskillelsen af Munkebjerg Sogn i 1953.
I sognet findes følgende autoriserede stednavne:
- Sankt Jørgensmark (bebyggelse, ejerlav)